# Bethsaida
Koordinaten: 32° 54′ 35,8″ N, 35° 37′ 49,9″ O

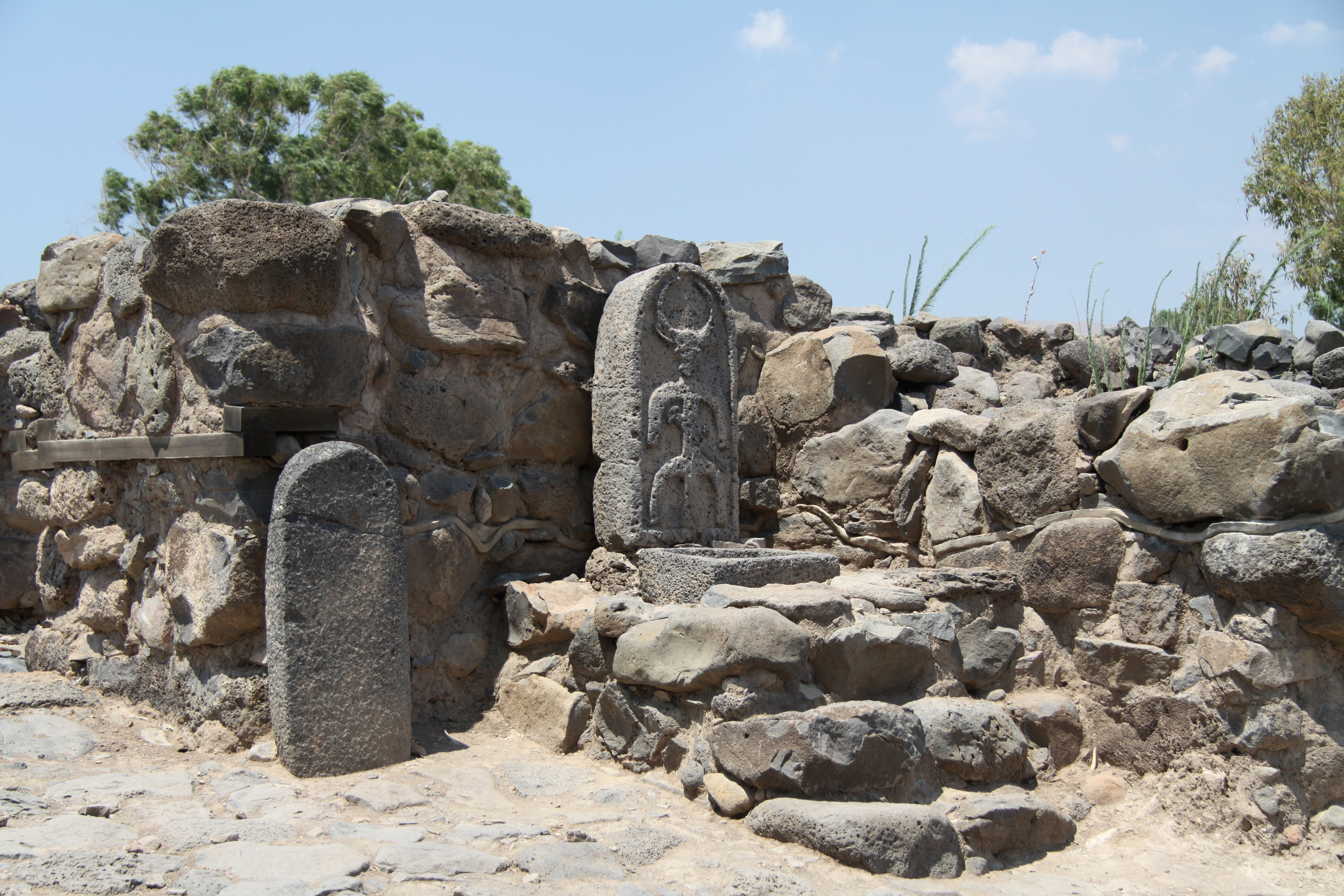
Bethsaida

Bethsaida (reichsaramäisch בית צידא bzw. hebräisch בֵּיְת ציְדָה Bejt Zajdah, deutsch ‚Haus des (Fisch-)Fanges‘ oder ‚Haus der Jagdbeute‘) oder Betsaida ist eine Ortschaft in der antiken Gaulanitis (Golan) am See Genezareth. Bekannt ist der Ort als Herkunftsort der Apostel Petrus, Andreas und Philippus (Joh 1,44 ). In späteren Schriften um das Jahr 400, u. a. von Chrysostomos und Hieronymus, werden auch die Apostel Jakobus und Johannes als aus Bethsaida stammend genannt. Nach dem Evangelisten Matthäus nennt Jesus Bethsaida als einen der von ihm als bekehrungsunwillig gerügten galiläischen Orte – zusammen mit dem 8 km entfernten Chorazin –, an denen er die meisten Wunder getan habe (Mt 11,20–22 ). In der Nähe von Bethsaida wird die Heilung eines Blinden lokalisiert (Mk 8,22–26 ).
Die Frage der genauen Lage wird derzeit noch diskutiert. Lange wurden die von Bargil Pixner bei Ausgrabungen des Jahres 1987 auf dem Hügel et-Tell entdeckten Ruinen der antiken Ortschaft zugeordnet. Neuere Ausgrabungen lassen eventuell eine Identifikation Bethsaidas mit der näher am Nordufer des Sees Genezareth gelegenen Ausgrabungsstätte el-Araj (32° 53′ 34″ N, 35° 37′ 10,3″ O) zu.

## Lage
Der Hügel Et-Tell liegt nördlich des Sees Genezareth östlich der Mündung des Jordan in den See. Er liegt an der Straße 888 ca. 1,5 km vom jetzigen Ufer des Sees entfernt und bedeckt eine Fläche von annähernd 80.000 Quadratmetern.

## Siedlungsperioden
Bereits die ersten Grabungen unter dem Archäologen der Universität Haifa R. Arav in den Jahren 1987 und 1989 machten deutlich, dass der Ort in der Antike in folgenden Perioden besiedelt war: In der frühen Bronzezeit (ca. 3300–2300 v. Chr.), der Eisenzeit (ca. 1000 – 587 v. Chr.) und der hellenistisch-römischen Zeit (336 – 30 v. Chr.).

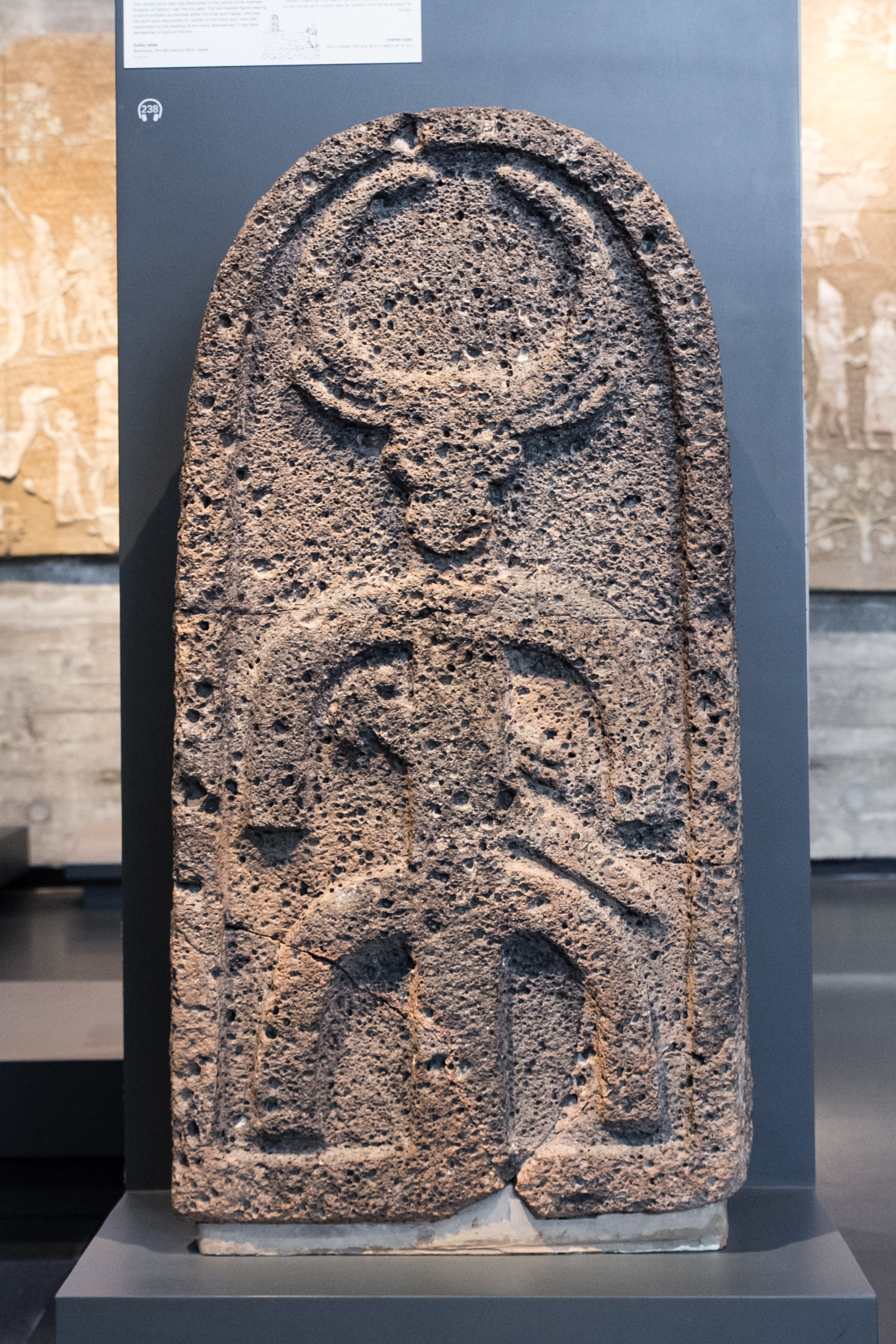
Kultstele aus Bethsaida (Israel Museum, Jerusalem)

### Eisenzeit

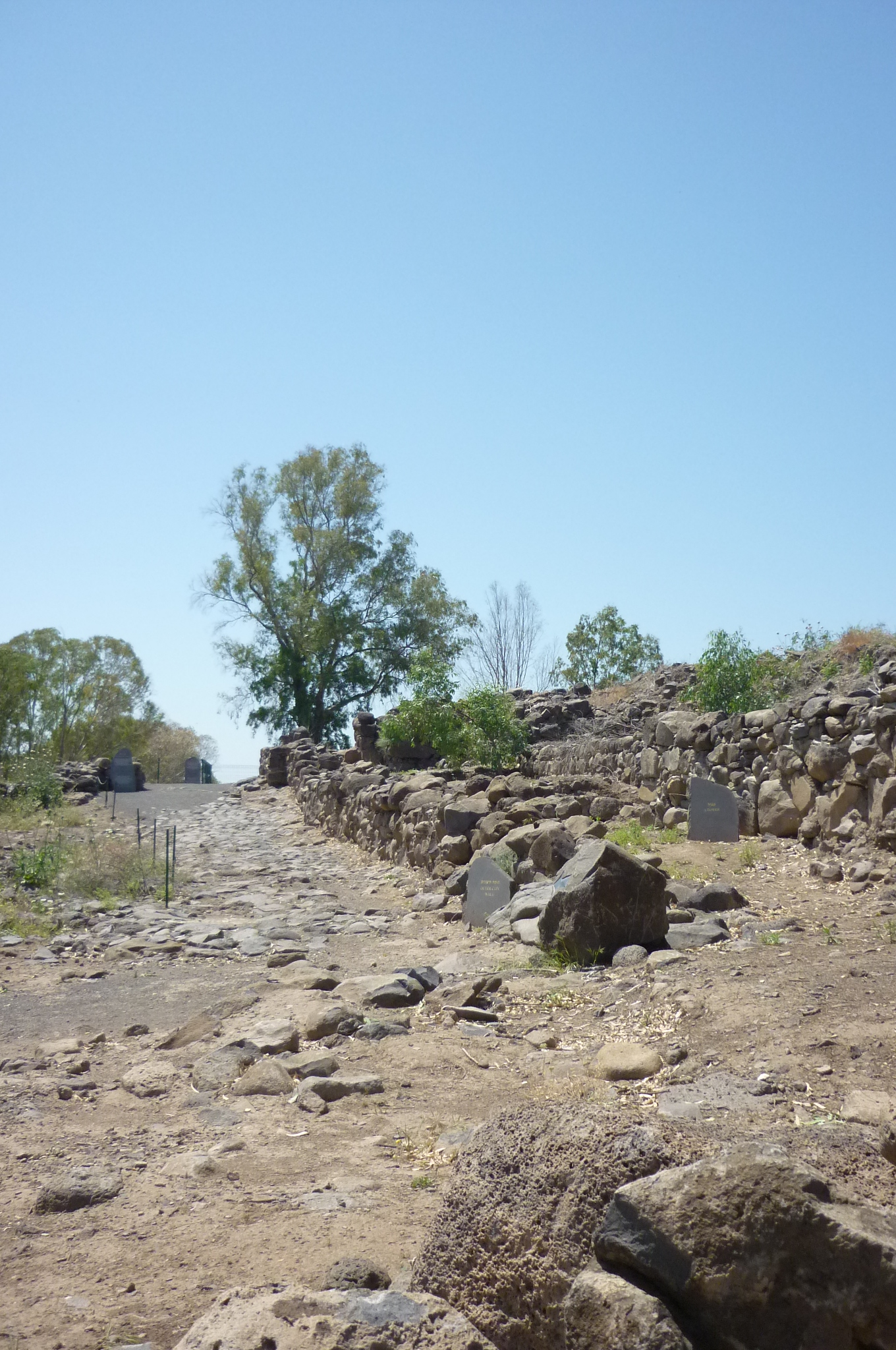
Bethsaida: Innere und äußere Stadtmauer

Die Archäologen gehen bisher davon aus, dass Bethsaida ca. 1000 v. Chr. gegründet wurde. Aufgrund der Größe und Bedeutung der Funde aus dieser Zeit könnte der Ort die Hauptstadt des Königreiches von Geschur gewesen sein. So fand man Reste einer bis zu 6 Meter starken Mauer, teilweise eine innere und eine äußere Stadtmauer.

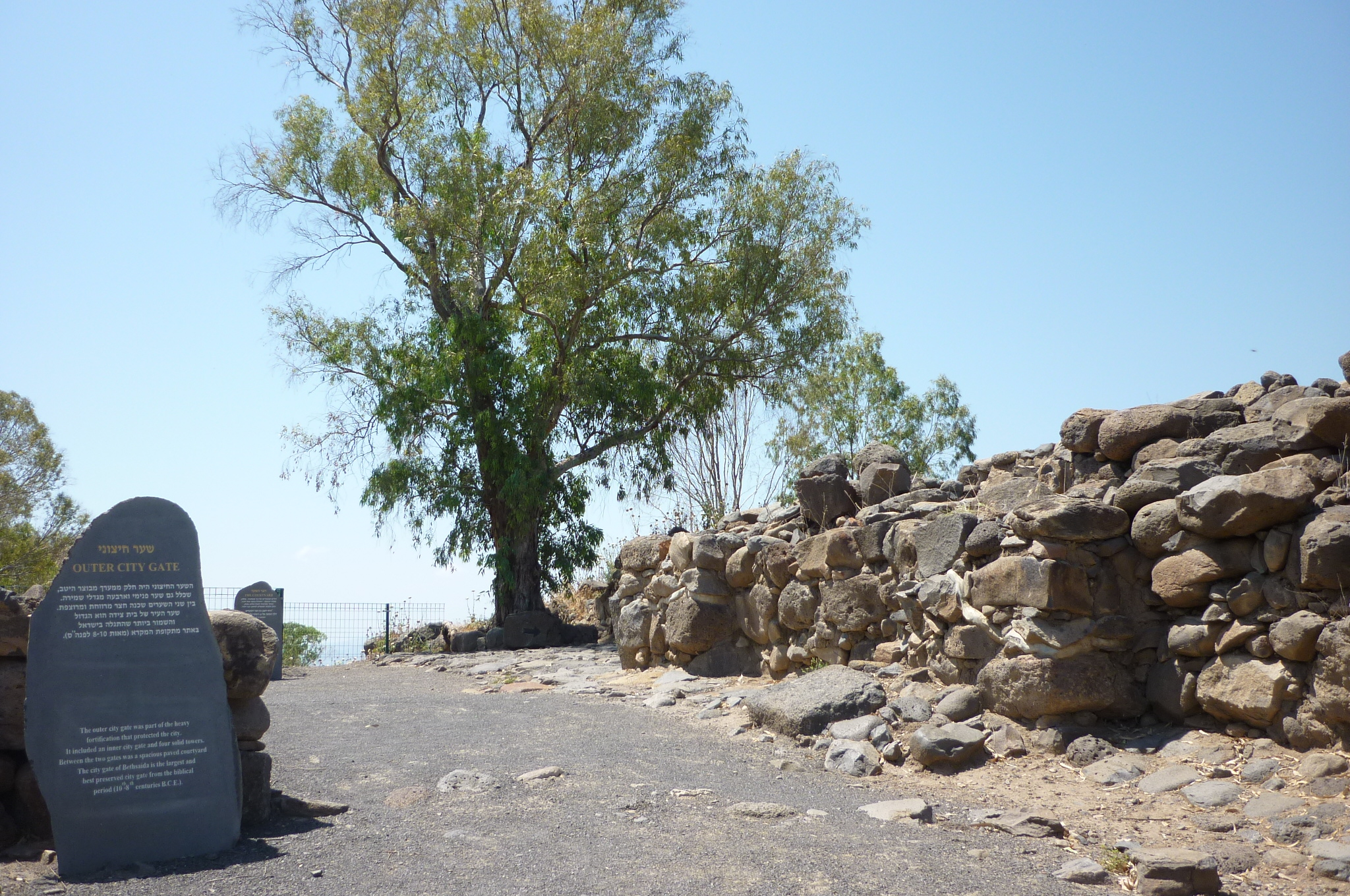
Bethsaida: Äußeres Stadttor

Am bedeutendsten aber ist der Fund der Toranlage, die aus einem äußeren und einem inneren Tor (letzteres mit vier Kammern) bestand, sowie ein Toraltar (Bima) vor dem inneren Tor.

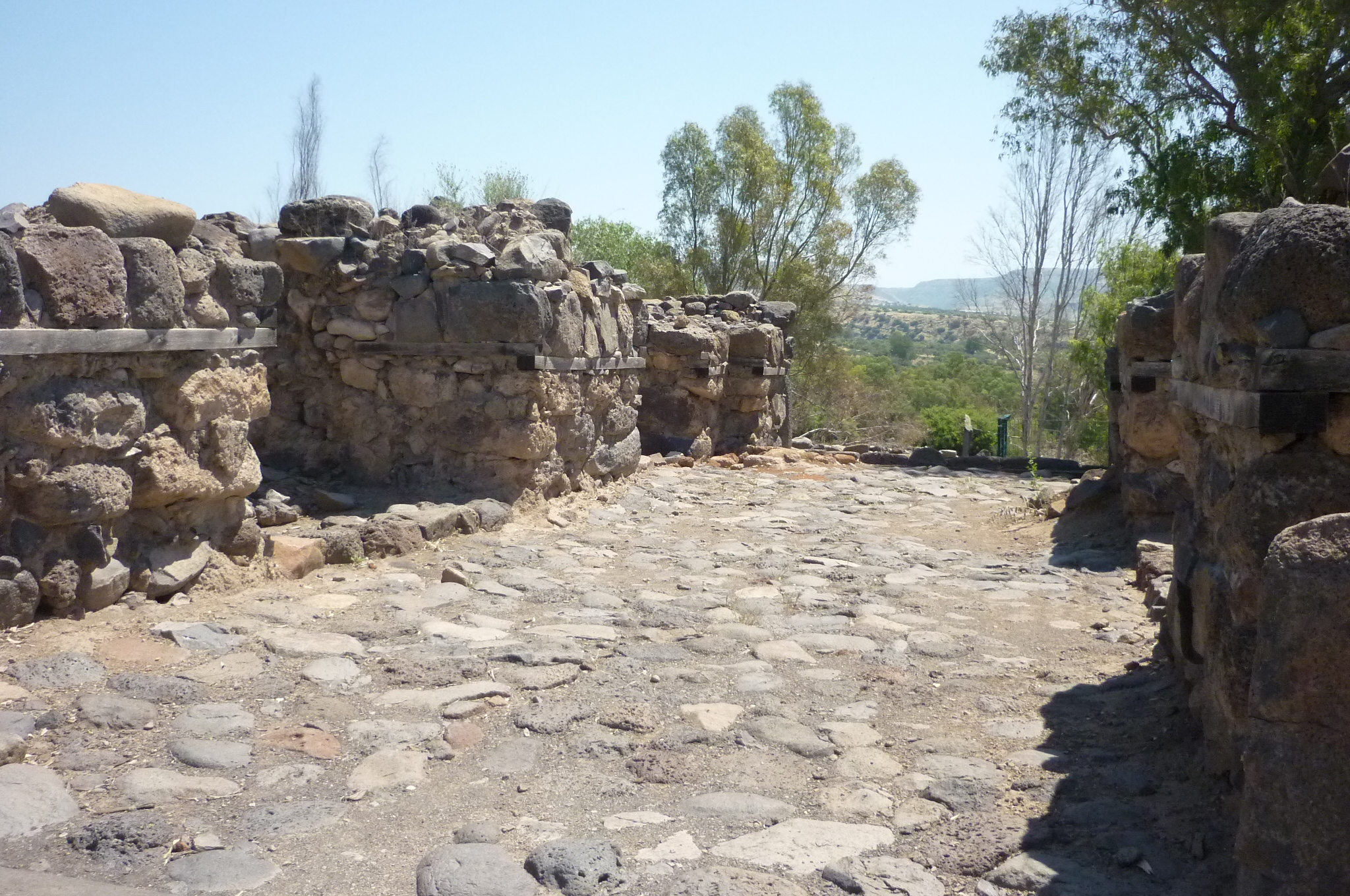
Bethsaida: Inneres Stadttor

Zum Altar gehört eine Basaltstele mit dem Bild eines Stieres mit einem Dolch, der wohl den aramäischen Gott Hadad darstellen soll. Weiterhin wurden am Opferplatz Fragmente eines Beckens, eines Hörneraltars und Knochen von geopferten Tieren gefunden.
Die Stadt wurde von dem assyrischen König Tiglat-Pileser III. im Jahr 734 v. Chr. erobert (2. Könige 15,29 ).

### Hellenistisch-römische Zeit
Über die Bedeutung Bethsaidas erfahren wir etwas durch Flavius Josephus. Er berichtet, dass König Philippus das Dorf Bethsaida in den Rang einer Stadt (Polis) erhob, „ihr Einwohner und Einnahmequellen“ verschaffte und er den Namen der Stadt zu Ehren der Gattin des Kaisers Augustus im Jahre 30 in Julia-Livia änderte. Vier Jahre später starb Philippus, Sohn Herodes des Großen und Tetrarch der Gaulanitis. Er wurde in Julias (Bethsaida) – laut Flavius Josephus – „mit großem Prunk beigesetzt“. Aus dieser Zeit (3. Jh. v. Chr. bis 1. Jh.) wurden mehrere Häuser freigelegt, insbesondere ein Fischer- und ein Weinbauernhaus. Das sogenannte Fischerhaus erhielt seinen Namen, weil hier zahlreiche Geräte, die der Fischerei dienten, gefunden wurden. Im sogenannten Weinbauernhaus wurden vier Weinkrüge im Weinkeller und eine Scherbe mit eingraviertem Kreuz im Wohnbereich in der Nähe des Torwegs zum Innenhof gefunden.

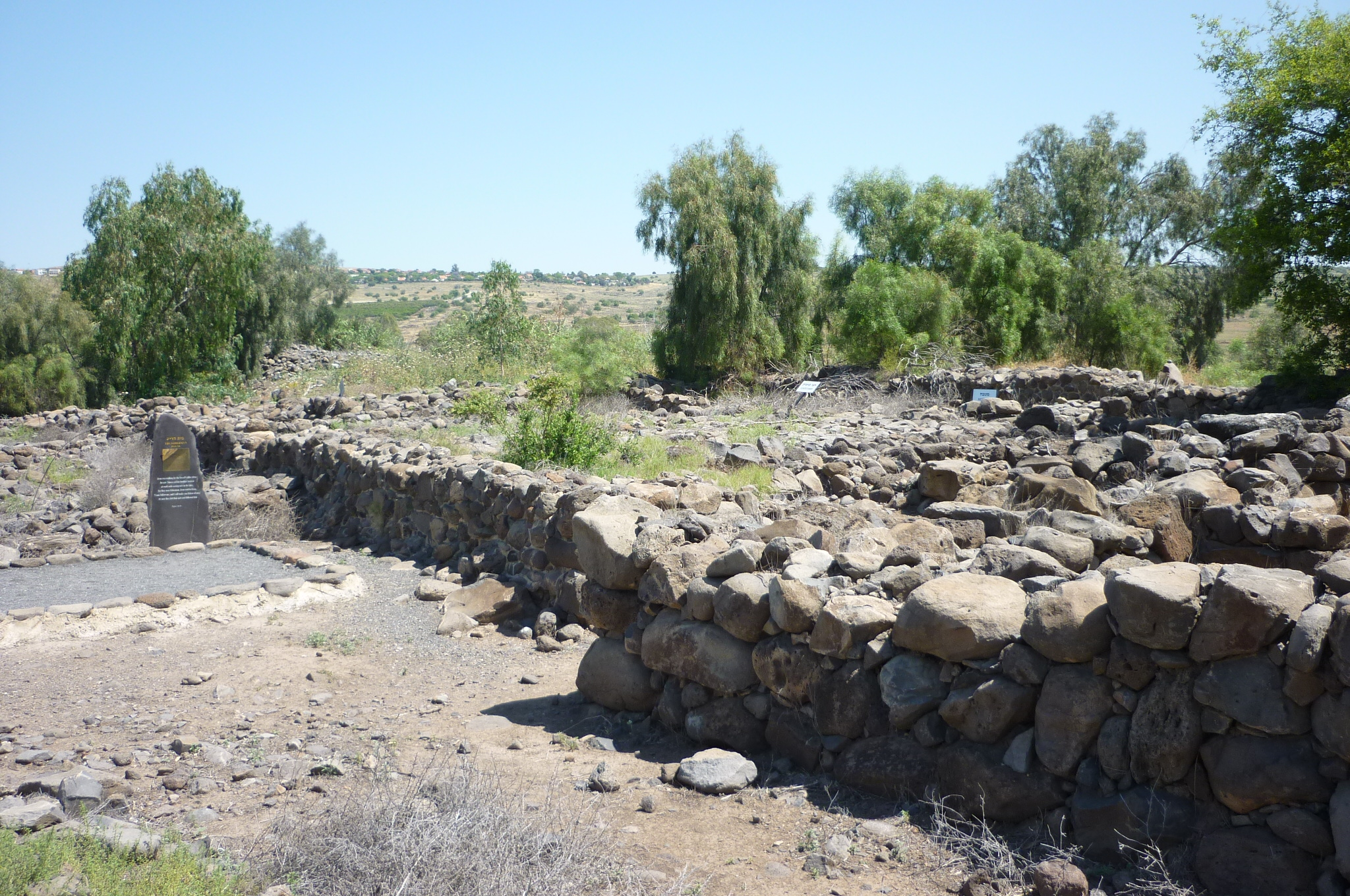
Bethsaida: Fischerhaus

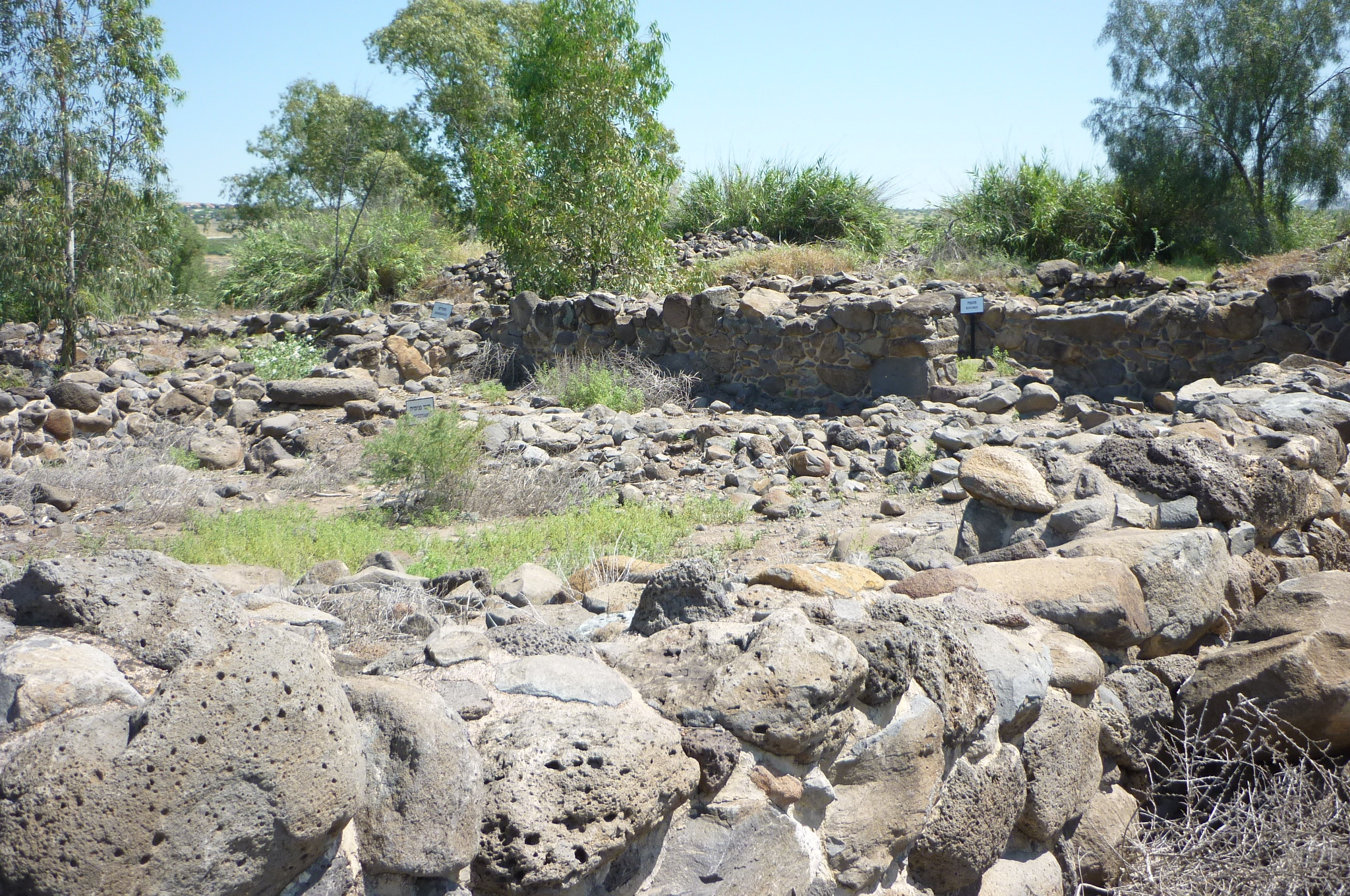
Bethsaida: Weinbauernhaus

Diese Funde weisen auf die Bedeutung des Fischfanges und des Weinbaus für die Wirtschaft des Ortes hin. Überreste eines aus Kalksteinen bestehenden Gebäudes und der Fund von Weihrauchschaufeln in dessen Ruinen werden von den Wissenschaftlern als Reste des Tempels gedeutet, den König Philippus zu Ehren der Julia-Livia errichtete.

### Aktuelle Diskussion zur Lage

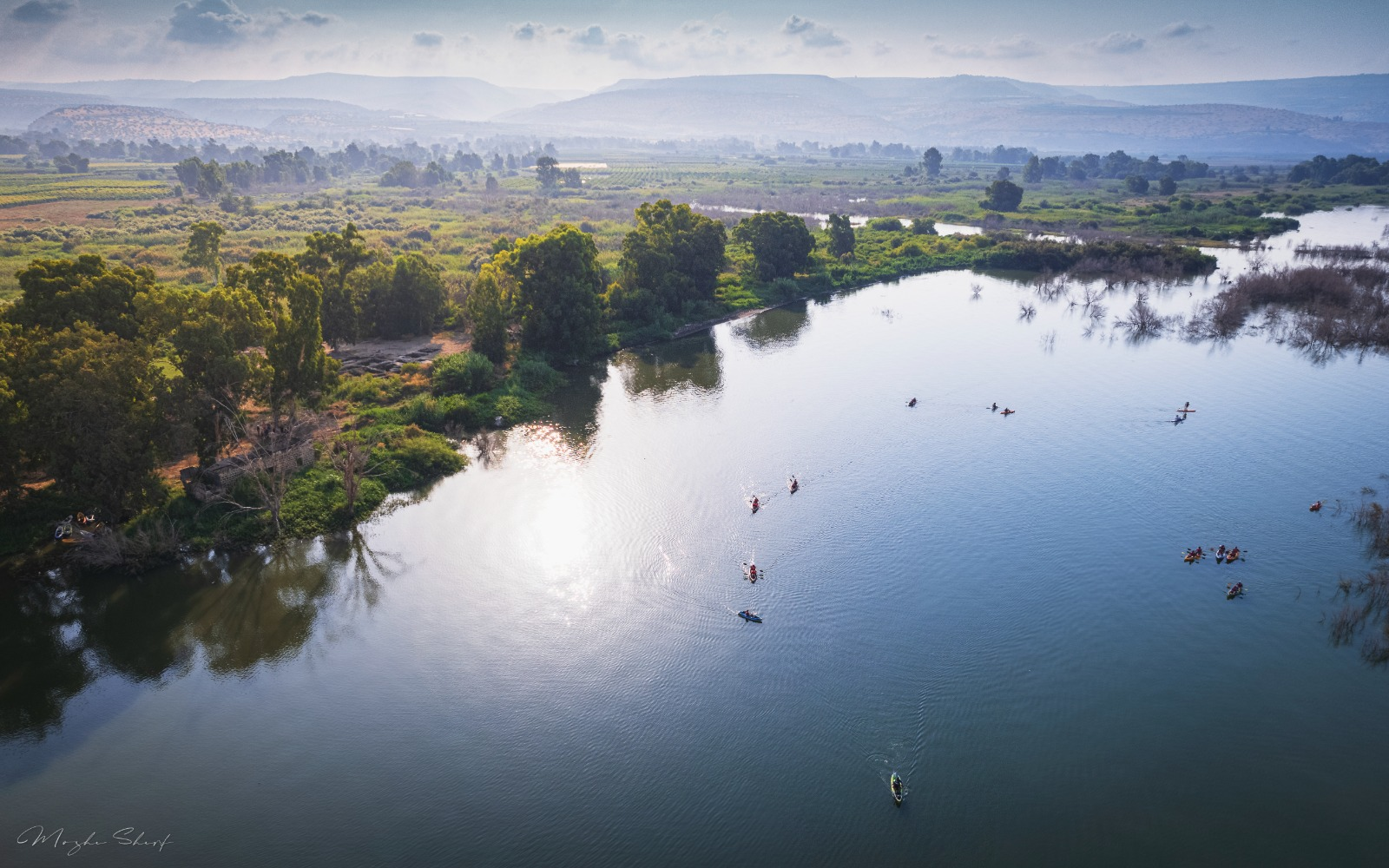
El Araj

Erste Überlegungen zur realen Lage des biblischen Bethsaida wurden 1998 angestellt. Ausgrabungen im Jahr 2017 geben Hinweise auf eine „bedeutende, kostbar ausgeschmückte“ byzantinische Kirche. Die Lage der Fundstelle befindet sich in einiger Entfernung von der Erhebung et-Tell. Sie befindet sich sehr viel näher zum Ufer des See Genezareth und damit ebenfalls zum historischen Uferverlauf und wird mit el-Araj bezeichnet. „Die Archäologen von el-Araj fragen sich, ob sie dort eine ähnliche Situation vorgefunden haben wie im nahegelegenen Kafarnaum. Dort wurde eine byzantinische Kirche über einer Stätte errichtet, die traditionell mit dem Apostel Petrus assoziiert wird.“ Daraus wird eine neue Verortung für das biblische Bethsaida abgeleitet. Die wissenschaftliche Diskussion darüber wird zurzeit noch kontrovers geführt. Neuere Ausgrabungen unter der maßgeblichen Führung von R. Steven Notley in el-Araj in den Jahren 2018–2022 scheinen diese neue These zu unterstützen. Im Jahr 2022 entdeckte das Archäologenteam ein großes Mosaik, das über 1500 Jahre alt ist und eine Inschrift enthält. Darin wird der heilige Petrus als „Oberhaupt und Befehlshaber der himmlischen Apostel“ angerufen und ein Spender namens „Konstantin, ein Diener Christi“ erwähnt. Diese Begriffe entsprechen dem byzantinischen Sprachgebrauch, weshalb Notley daraus folgert, dass dies „unser Argument stärkt, daß es als Hauptkandidat für das Bethsaida des ersten Jahrhunderts angesehen werden sollte“. Eine endgültige Bewertung steht allerdings noch aus. Die archäologischen Grabungen bei el-Araj sollen weiter geführt und laufend aktualisiert werden.